# Campeonato Piauiense de Futebol Sub-20 de 2021
O Campeonato Piauiense de Futebol Sub-20 de 2021 (mais comumente denominado de Piauiense Sub-20 2021), foi uma competição de futebol organizada pela Federação de Futebol do Piauí — FFP, cujos atletas são das categorias Sub-20 dos clubes profissionais. É a maior competição de futebol Sub-20 do estado do Piauí.
Teve como campeão, o Sub-20 do Fluminense Esporte Clube, que neste ano garantiu vaga para a Copa do Brasil de Futebol Sub-20 de 2022, como também junto com o vice River-PI, garantiram vaga na Copinha de 2022. A competição teve todos os jogos realizados com portões fechados, como prevenção a pandemia de COVID-19 e os clubes também tiverão que apresentar testes para Covid-19 na semana da primeira rodada.

## Formato e Regulamento
O Piauiense Sub-20 de 2021, disputado em turno e returno “jogos de ida e volta” no sistema de pontos corridos, classificando para a semifinal os 04 (quatro) melhores colocados, sendo as semifinais disputadas em jogo único, com a vantagem do empate para as equipes com melhor índice técnico na fase classificatória e a final da competição sendo disputada em jogo único, sem vantagem. A competição contou com a participação de 6 equipes e seguindo o regulamento da competição, serão condição de jogo os atletas nascidos nos anos de 2001, 2002, 2003 e 2004, sendo que os mesmos só adquirem condição de jogo após estarem devidamente protocolados e registrados no Boletim Informativo Diário (BID) da CBF. 

## Equipes participantes
| Equipe              | Cidade      | Estádio (capacidade)       |
| ------------------- | ----------- | -------------------------- |
| Flamengo            | Teresina    | Lindolfo Monteiro (12 760) |
| Fluminense          | Teresina    | Alberto Silva (44 200)     |
| Piauí               | Teresina    | Albertão (44 200)          |
| Picos               | Picos       | Helvídio Nunes (5 400)     |
| River               | Teresina    | Alberto Silva (44 200)     |
| Esporte Clube Timon | Timon (MA)* | Miguel Lima (2 500)        |

Obss.: O Esporte Clube Timon é um clube piauiense mas, a sua sede fica no estado vizinho ao Piauí, Maranhão.

## Primeira fase
|  |                             |
|  | Classificados para a Final  |
|  | Eliminados na Primeira fase |

## Fase final
Em itálico, as equipes que possuem o mando de campo do confronto e em negrito as equipes classificadas.
|  | Semifinais 22 de agosto | Semifinais 22 de agosto |   |  | Final 26 de agosto | Final 26 de agosto |  |
|  |                         |                         |   |  |                    |                    |  |
|  |                         |                         |   |  |                    |                    |  |
|  | Fluminense-PI           | 1                       |   |  |                    |                    |  |
|  | Picos                   | 1                       |   |  |                    |                    |  |
|  |                         |                         |   |  |                    |                    |  |
|  |                         |                         |   |  |                    |                    |  |
|  |                         |                         |   |  | Fluminense-PI      | 2                  |  |
|  |                         | River-PI                | 0 |  |                    |                    |  |
|  |                         |                         |   |  |                    |                    |  |
|  |                         |                         |   |  |                    |                    |  |
|  |                         |                         |   |  |                    |                    |  |
|  |                         |                         |   |  |                    |                    |  |
|  | River-PI                | 1                       |   |  |                    |                    |  |
|  | Timon-MA                | 1                       |   |  |                    |                    |  |

Final
O Fluminense-PI sagrou-se campeão, ao bater o River-PI por 2 a 0. Garantindo sua participação na Copa do Brasil de Futebol Sub-20 de 2022 e por consequência, junto ao River-PI aguardam confirmação da Federação Paulista de Futebol, para disputarem a Copa São Paulo Júnior de 2022.
| 26 de agosto | Fluminense-PI             | 2 – 0  | River-PI | Lindolfo Monteiro                                          |
| 18:00        | Yan 43' · Felipe Codó 48' | Súmula |          | Público: Portões fechados Árbitro: PI Fabio Gomes de Sousa |

## Premiação
| Campeonato Piauiense Sub-20 de 2021 |
| ----------------------------------- |
| Fluminense-PI Campeão (1° título)   |

| Vice-campeão: | Terceiro colocado: | Quarto colocado: | Artilheiro:      |
| ------------- | ------------------ | ---------------- | ---------------- |
| River-PI      | Picos              | Timon-MA         | Diego Cantanhede |

## Classificação final
A tabela a seguir classifica as equipes de acordo com a fase alcançada e considerando os critérios de desempate.